# ダイヤモンド産業における児童労働
ダイヤモンド産業における児童労働は、主にインド・アフリカのダイヤモンド産業において、鉱山や研磨工程で児童が劣悪な環境下で使役されているという広く報道・批判されている問題である。これらの国々のダイヤモンド鉱山では、児童が鉱物・油・機械の排気ガスにさらされている。1997年、国際自由労働組合連盟は、現在流通しているダイヤモンドの大部分が採掘・研磨されている西インドのダイヤモンド産業で児童労働が蔓延している一方、労働者は通常、採掘したダイヤモンドの価値の1%の賃金しか受け取っていないと指摘した。1980年代から1990年代にかけての西インドにおける経済成長は、長期間の訓練や経験が不要で単調かつ反復的な手作業に、低賃金かつ危険な環境で従事する児童労働者の増加と関連していると見る向きがある。このような労働は、多くの児童から学校教育の機会を奪う。
この問題への社会の関心を高める活動を行っている団体・個人には、Janine Roberts、Anti-Slavery Society、Survival International、IndianNGO、Child Labour News Service（CLNS）、IHS Child Slave Labor Newsが挙げられる。
国際連合は、2021年を児童労働撤廃国際年（英語: International Year for the Elimination of Child Labour）と宣言した。